# Yariv Horowitz
Pour les articles homonymes, voir Horowitz.
Yariv Horowitz, né le 25 août 1971, est un réalisateur et scénariste israélien.

## Biographie
Depuis 2012, il est président de l'Association de réalisateurs de cinéma et de télévision.

## Filmographie partielle
- 2002 : Aftershock
- 2002 : Limozina
- 2008 : The Ran Quadruplets (série TV)
- 2009 : SplitH atsuya (série TV)
- 2012 : Chill Tanoochi (série TV)
- 2012 : Rock the Casbah (Rock Ba-Casba)
- 2015 : Le Dernier Jour d'Yitzhak Rabin

## Récompenses et distinctions
- ACUM award